# Onthophagus nymani
Onthophagus nymani là một loài bọ cánh cứng trong họ Bọ hung (Scarabaeidae).